# North Carolinas flag
North Carolinas flag består af en flagdug, som er delt i rødt over hvidt i flagets frie ende, og som har et blåt felt nærmest stangen, hvor der står en hvid stjerne omgivet af delstatsinitialerne og to bånd med to datoer indskrevet. Datoerne er 20. maj 1775 og 12. april 1776. Den første dato henviser til den såkaldte Uafhængighedserklæring fra Mecklenburg, en resolution som blev proklameret i Charlotte et års tid før USA's uafhængighedserklæring. Den sidstnævnte dato henviser til datoen, hvor North Carolinas provinsforsamling vedtog at give sine delegater fuldmagter til at deltage i Den anden kontinentale kongres. Stjernen er et uafhængighedssymbol. Flaget blev vedtaget indført 9. marts 1885. Det er i størrelsesforholdet 3:4.

## Tidligere flag
North Carolinas første delstatsflag blev indført 22. juni 1861. Det havde et rødt felt ved stangen og en flagdug, som ellers var delt i blåt over rødt. I det røde felt var der placeret en hvid stjerne og påskrift med datoerne 20. maj 1775 og 20. maj 1861. Sidstnævnte dato var den, på hvilken delstaten brød ud af USA før den amerikanske borgerkrig. Flaget blev afskaffet 9. marts 1885, da et nyt delstatsflag blev indført. 